# Жданово (присілок, Спас-Деменський район)
Жданово (рос. Жданово) — присілок в Спас-Деменському районі Калузької області Російської Федерації.
Населення становить 82 особи. Входить до складу муніципального утворення Село Павлиново.

## Історія
Від 2004 року входить до складу муніципального утворення Село Павлиново

## Населення
| 2002 | 2007 | 2010 |
| ---- | ---- | ---- |
| 104  | ↘95  | ↘82  |